# Novostepove, Djankoi
Novostepove (în ucraineană Новостепове) este un sat în comuna Izumrudnivskîi din raionul Djankoi, Republica Autonomă Crimeea, Ucraina.

## Demografie
Componența lingvistică a localității Novostepove
     Rusă (71,34%)
     Tătară crimeeană (14,54%)
     Ucraineană (12,23%)
     Alte limbi (0,42%)
Conform recensământului din 2001, majoritatea populației localității Novostepove era vorbitoare de rusă (71,34%), existând în minoritate și vorbitori de tătară crimeeană (14,54%) și ucraineană (12,23%).